# Noryang. La batalla final
Noryang. La batalla final (títol original en coreà, 노량: 죽음의 바다; transcrit com a Noryang: Jugeumui Bada) és una pel·lícula bèl·lica sud-coreana del 2023 dirigida per Kim Han-min. Es tracta de la seqüela de Hansan. La batalla del drac del 2022, i és la tercera i última entrega de la trilogia de Yi Sun-sin. És protagonitzada per un repartiment coral encapçalat per Kim Yoon-seok com el comandant naval coreà Yi Sun-sin. La pel·lícula representa la històrica batalla de Noryang, l'últim gran combat de les invasions japoneses de Corea (1592–1598). Es va estrenar als cinemes el 20 de desembre de 2023. S'ha doblat i subtitulat al català.